# Regressus ad infinitum

Regressus ad infinitum (łac. cofanie się w nieskończoność, regres w nieskończoność) – nieskończony łańcuch wiodących wstecz kroków myślowych związanych z definiowaniem, uzasadnianiem lub rozumowaniem. Klasycznym przykładem regressus ad infinitum jest wyjaśnianie znaczenia pojęć. Aby wyjaśnić znaczenie pojęcia dom, można je opisać innymi pojęciami, lecz i te pojęcia należy wyjaśnić, a dokonuje się tego za pomocą innych pojęć, które znów należy wyjaśnić i tak w nieskończoność. Oznaczałoby to, że nigdy nie da się efektywnie żadnego pojęcia zdefiniować. Dlatego też zakłada się, że kresem procesu jest zdefiniowanie pojęcia dom poprzez definicję ostensywną (deiktyczną), a więc poprzez wskazanie: "To oto jest dom".
Koncepcje i argumenty, których konsekwencją jest wystąpienie regresu w nieskończoność, traktuje się zazwyczaj jako błędne. Znanym przykładem argumentu z regresu jest zarzut Arystotelesa przeciwko platońskiej teorii idei („trzeci człowiek”).